# 黎湛線
黎湛線（れいたんせん）は広西チワン族自治区黎塘鎮（賓陽県）から広東省湛江市を結ぶ中国国鉄の鉄道路線である。

## 概要
北は湘桂線上黎塘駅より南へ向かい、貴港、玉林を経由して広東省に入り河唇鎮、遂渓、廉江を経由し雷州半島の湛江駅に至る全長318.2kmの路線である。このうち広西チワン族自治区内の区間は231.3kmである。全線と広東省内の茂名支線（河茂線）が南寧鉄路局管轄で、広東省内の路線で唯一広州鉄路集団非所属の路線である。全線が非電化複線である。貴港と湛江でそれぞれ港湾に連絡している。

## 歴史
- 1953年12月：国家建設委員会が正式に黎湛線建設計画を批准した[6]。
- 1954年9月25日：正式に建設を開始した。解放軍の鉄道兵部隊と10万を超える沿線の民工により工事がなされた[6]。
- 1955年7月1日：全線が開通した[6]。
- 1956年1月1日：正式に運営開始した[2]。
- 1996年6月：複線化計画が立てられた[7]。
- 1998年6月：複線化工事が開始された[7]。
- 1999年8月18日：黎塘～河唇間が複線化されたが、その後の工事は中断した[7]。
- 2005年11月：河唇～湛江間の複線化工事を開始した[7]。
- 2009年5月6日：河唇～湛江間62.72kmの複線が開通し、全線複線となった。設計時速は140km/hである[8]。

## 駅一覧
黎塘 - 鳳鳴 - 居仕 - 黄練 - 覃塘 - 根竹 - 貴港 - 八塘 - 橋圩 - 篷塘 - 石鼓塘 - 興業 - 雅橋 - 仁東 - 玉林 - 馬坡 - 米場 - 陸川 - 美坡 - 吹塘 - 文里 - 文地 - 仏子嶺 - 山尾 - 飛鳳坡 - 河唇 - 高田 - 廉江 - 長嶺 - 附城 - 遂渓 - 塘口 - 湛江北 - 湛江

## 接続路線
- 黎塘駅：湘桂線、（黎欽線）
- 玉林駅：洛湛線
- 河唇駅：河茂線（茂名支線）
- 塘口駅：粤海線（湛海線）